# Varronia munda
Varronia munda är en strävbladig växtart som först beskrevs av Ivan Murray Johnston, och fick sitt nu gällande namn av J.S.Mill. Varronia munda ingår i släktet Varronia och familjen strävbladiga växter. Inga underarter finns listade i Catalogue of Life.